# Lijst van coureurs wereldkampioenschap Supersport
De volgende coureurs hebben zich ten minste één keer ingeschreven voor een race in het wereldkampioenschap Supersport sinds 1997. Van de momenteel actieve coureurs (seizoen 2025) zijn de namen vet afgedrukt.
De lijst is bijgewerkt tot 27 juli 2025.

## A
- Jos van der Aa
- Maiki Abe
- Dominique Aegerter - Wereldkampioen 2021, 2022
- Albert Aerts
- Andrea Agnelli
- Mario Agnoletti
- Mark Aitchison
- TJ Alberto
- Jeremy Alcoba
- Marc Alcoba
- Alessio Aldrovandi
- Corey Alexander
- Lorenzo Alfonsi
- Julien Allemand
- David Allingham
- Giovanni Altomonte
- Brad Anassis
- Roberto Anastasia
- Kai Børre Andersen
- Alessandro Andreozzi
- Simon Andrews
- Alessio Anello
- Pablo Antelo
- Guillaume Antiga
- Andrea Antonelli
- Igor Antonelli
- Niccolò Antonelli
- Alessandro Antonello
- Roberto Antonello
- Azroy Anuar
- Loïc Arbel
- Nigel Arnold
- Jorge Arroyo
- Xavier Artigas
- Ichiro Asai
- Fabrice Auger
- Maxime Averkin
- Mert Aytuğ
- Syarifuddin Azman

## B
- Ayrton Badovini
- Volker Bähr
- Matteo Baiocco
- Robbie Baird
- Lorenzo Baldassarri
- Alex Baldolini
- Héctor Barberá
- Giuseppe Barone
- Santiago Barragán
- Victor Barros
- Markus Barth
- Valter Bartolini
- Axel Bassani
- Franco Battaini
- Maximilien Bau
- Wolfgang Bauer
- Fred Bayens
- Oliver Bayliss
- Harry van Beek
- Ivo Bellezza
- Bo Bendsneyder
- Maxime Berger
- Christoffer Bergman
- Alex Bernardi
- Luca Bernardi
- Andrea Berta
- Piotr Biesiekirski
- Pepijn Bijsterbosch
- Abdulaziz Binladin
- Václav Bittman
- Daniel Blin
- Eduard Blokhin
- Gilles Boccolini
- Richárd Bódis
- Jarno Boesveld
- Frédéric Bolley
- Adrián Bonastre
- Piergiorgio Bontempi
- Tom Booth-Amos
- Marco Borciani
- Phil Borley
- Kervin Bos
- Thierry van den Bosch
- Andrea Boscoscuro
- Emiel Bosma
- Arnaud van den Bossche
- Marie-Josée Boucher
- Leon Bovee
- Alessandro Brannetti
- Graeme van Breda
- Marcel Brenner
- Laurent Brian
- Tommy Bridewell
- Norino Brignola
- Luigi Brignoli
- Yves Briguet
- Steve Brogan
- Josh Brookes
- Paul Brown
- Jiří Brož
- Franco Brugnara
- Marco Brugnera
- Alessio Brugnoni
- Marc Buchner
- Jeffrey Buis
- Daniel Bukowski
- Davide Bulega
- Nicolò Bulega - Wereldkampioen 2023
- Louis Bulle
- Kane Burns
- Giovanni Bussei
- Marco Bussolotti
- Shane Byrne

## C
- Thomas Caiani
- Nicklas Cajback
- Antonio Calasso
- Nacho Calero
- Kevin Calia
- Leon Camier
- Matteo Campana
- Michael Canducci
- Niccolò Canepa
- Fabio Capriotti
- Xavier Cardelús
- Martín Cárdenas
- Federico Caricasulo
- Antonio Carlacci
- Giovanni Carnevale
- Fabio Carpani
- Mitchell Carr
- Ana Carrasco
- Victor Carrasco
- Mattia Casadei
- Ferran Casas
- Christian Casella
- Paolo Casoli - Wereldkampioen 1997
- Ludovic Cauchi
- Cătălin Cazacu
- Paola Cazzola
- Riccardo Cecchini
- Jaroslav Černý
- Suhathai Chaemsap
- Michal Chalupa
- Stéphane Chambon - Wereldkampioen 1999
- Sébastien Charpentier - Wereldkampioen 2005, 2006
- David Checa
- Eli Chen
- Bastien Chesaux
- Andrzej Chmielewski
- János Chrobák
- Lorenzo Cipiciani
- Claudio Cipriani
- Bruno Cirafici
- Brendan Clarke
- Kieran Clarke
- Ivan Clementi
- Jules Cluzel
- Christophe Cogan
- Kev Coghlan
- Ted Collins
- Matteo Colombo
- Angelo Conti
- Michele Conti
- Pierre Coppa
- Alfonso Coppola
- Alessio Corradi
- Daniele Corradi
- Simone Corsi
- Sandro Cortese - Wereldkampioen 2018
- Çağrı Coşkun
- William Costes
- Stéphane Coutelle
- Tony Coveña
- Craig Coxhell
- Martin Craggill
- John Crawford
- Loris Cresson
- Jacopo Cretaro
- Fernando Cristóbal
- Trevor Crookes
- Jeremy Crowe
- Stefano Cruciani
- Cal Crutchlow - Wereldkampioen 2009
- Alex Cudlin
- Damian Cudlin
- Benjamin Currie
- Kevin Curtain

## D
- Julien Da Costa
- Werner Daemen
- Lorenzo Dalla Porta
- Jules Danilo
- Federico D'Annunzio
- Chaz Davies - Wereldkampioen 2011
- Matt Davies
- Josh Day
- William De Angelis
- Raffaele De Rosa
- Sebastien De Rosa
- Luca De Vleeschauwer
- Arne De Wintere
- Valentin Debise
- Micha van Deelen
- Osamu Deguchi
- Danilo Dell'Omo
- Valerio Destefanis
- Simone Di Marco
- Ferdinando Di Maso
- Mike Di Meglio
- Tiago Dias
- Álvaro Díaz
- Joan Díaz
- Joe Dickinson
- Mike Dikinson
- Ilario Dionisi
- Jason DiSalvo
- Philippe Donischal
- Bryan D'Onofrio
- Tony Doran
- Greg Dreyer
- Nicolas Dussauge
- Stephane Duterne

## E
- Stuart Easton
- Matt Edwards
- Mike Edwards
- Tom Edwards
- Bill Van Eerde
- Ken Eguchi
- Claus Ehrenberger
- Jonnie Ekerold
- Dean Ellison
- James Ellison
- Max Enderlein
- Julien Enjolras
- Lachlan Epis
- Cristiano Erbacci
- Guillem Erill
- Augustin Escobar

## F
- Michel Fabrizio
- Marco Faccani
- Vincent Falcone
- Filippo Farioli
- Jason Farrell
- Filip Feigl
- Adam Fergusson
- Adrián Fernández
- José Oriol Fernández
- Alfonso Ferrel
- Miguel Ferrer
- Flavio Ferroni
- Michal Filla
- Giuseppe Fiorillo
- Marc Fissette
- Stefan Folkesson
- Kenny Foray
- Javier Forés
- Fabien Foret - Wereldkampioen 2002
- David Forner
- Serafino Foti
- Olivier Four
- Joe Francis
- Paul Free
- Roman Frias
- Andre Friedrich
- Stéphane Frossard
- Robert Frost
- Katsuaki Fujiwara
- Federico Fuligni
- Filippo Fuligni

## G
- Lorenzo Gabellini
- Sergio Gadea
- Michele Gallina
- Christian Gamarino
- Hervé Gantner
- Bernard Garcia
- David García
- Marc Garcia
- Roberto García
- Héctor Garzó
- José David de Gea
- Flavio Gentile
- Shaun Geronimi
- Andrea Giachino
- Robert Gianfardoni
- Gabriele Giannini
- Mirko Giansanti
- Phil Giles
- Johan Gimbert
- Sébastien Gimbert
- Ghisbert van Ginhoven
- Julián Giral
- Davide Giugliano
- Diego Giugovaz
- Christopher Gobbi
- Alex Gobert
- Anthony Gobert
- Mauro Goffi
- Ivan Goi
- Borja Gómez
- Eric Gomez
- Andrés González
- Manuel González
- Mauro González
- Jurgen van den Goorbergh
- Graeme Gowland
- Thomas Gradinger
- Klaus Grammer
- Judd Greedy
- Matthieu Grégorio
- Sébastien Le Grelle
- Luca Grünwald
- Gianfranco Guareschi
- Vittoriano Guareschi
- Yannick Guerra
- Jesco Günther
- Óscar Gutiérrez
- Alen Győrfi

## H
- Topi Haarala
- Noel Haarhoff
- Toshiyuki Hamaguchi
- Jean-Claude Hambuckers
- Karel Hanika
- Panu Hänninen
- Luca Hansen
- Jan Hanson
- Robbin Harms
- Karl Harris
- Torleif Hartelman
- Rob Hartog
- Franz Haslinger
- Nicky Hayden
- Josh Hayes
- María Herrera
- Alex Hervas
- Dominik Heydt
- Javier Hidalgo
- Tommy Hill
- Stefan Hill
- Thomas Hinterreiter
- Dennis Hobbs
- Patrick Hobelsberger
- Russell Holland
- Ludovic Holon
- Tomáš Holubec
- Sascha Hommel
- Patrik Homola
- Paul Hoogenboom
- Joshua Hook
- Samuel Hornsey
- Adrián Huertas - Wereldkampioen 2024
- Max Hunt
- Jose Manuel Hurtado

## I
- Vittorio Iannuzzo
- Christian Iddon
- Mario Innamorati
- Andrew Irwin
- Glenn Irwin
- Rhys Irwin
- Lance Isaacs
- Ezequiel Iturrioz
- Alexey Ivanov
- Vladimir Ivanov

## J
- John Jacobi
- P.J. Jacobsen
- Claude-Alain Jäggi
- Jarno Janssen
- Jean-Pierre Jeandat
- Peter Jennings
- Igor Jerman
- Marko Jerman
- Simon Jespersen
- Martin Jessopp
- Ondřej Ježek
- Martin Johansson
- Shannon Johnson
- Lee Johnston
- Brad Jones
- Craig Jones
- Dávid Juhász

## K
- Vesa Kallio
- Herbert Kaufmann
- Meikon Kawakami
- Shogo Kawasaki
- Tekkyu Kayo
- Krittapat Keankum
- Christian Kellner
- Alain Kempener
- Hudson Kennaugh
- Jack Kennedy
- Gareth Kenward
- Allard Kerkhoven
- Stefan Kerschbaumer
- Zulfahmi Khairuddin
- Jon Kirkham
- Tobias Kirmeier
- Ryuichi Kiyonari
- Michel van Kleef
- Günther Knobloch
- Jonáš Kocourek
- Andreas Kofler
- Maximilian Kofler
- Peter Koller
- Yoshiteru Konishi
- Thomas Körner
- Nikolett Kovács
- Decha Kraisart
- Sergei Krapukhin
- Sander Kroeze
- Randy Krummenacher - Wereldkampioen 2019
- Hiromichi Kunikawa
- Ferenc Kurucz

## L
- Matthieu Lagrive
- Eemeli Lahti
- Fabrizio Lai
- Sam Lambert
- Ferruccio Lamborghini
- Romain Lanusse
- Lorenzo Lanzi
- Joan Lascorz
- David Látr
- Tatu Lauslehto
- Eugene Laverty
- Michael Laverty
- Mason Law
- Grégory Leblanc
- Grégory Lefort
- Vladimir Leonov
- Kevin van Leuven
- Mitch Levy
- Angelo Licciardi
- Christer Lindholm
- Gerhard Lindner
- Jimmy Lindström
- Dan Linfoot
- David Linortner
- Matt Llewellyn
- Andrea Locatelli - Wereldkampioen 2020
- Dino Lombardi
- Connor London
- Ivo Lopes
- Dorren Loureiro
- Alex Lowes
- Sam Lowes - Wereldkampioen 2013
- Ian Lowry
- Mauro Lucchiari
- Roberto Lunadei
- Alexander Lundh
- Yann Lussiana

## M
- Tarran Mackenzie
- Brett MacLeod
- Stewart MacLeod
- Iain MacPherson
- Attila Magda
- Cristian Magnani
- Eric Mahé
- Aldi Mahendra
- Lucas Mahias - Wereldkampioen 2017
- Michele Malatesta
- Nasser Al Malki
- Marco Malone
- Kevin Manfredi
- Andrea Mantovani
- Stefano Manzi
- Massimiliano Marchini
- Luca Marconi
- William Marconi
- Jarno van der Marel
- Florian Marino
- Camillo Mariottini
- Michael van der Mark - Wereldkampioen 2014
- Rudi Markink
- Danilo Marrancone
- Chris Martin
- José María Martín
- Steve Martin
- Bernat Martínez
- José Martínez
- Pablo Henrique Martins
- Jaume Masiá
- Gary Mason
- Fabio Massei
- Gaëtan Matern
- Juan Enrique Maturana
- Axel Maurin
- Andrea Mazzali
- Philip McCallam
- Kirk McCarthy
- Billy McConnell
- Garry McCoy
- David McFadden
- John McGuinness
- Eugene McManus
- John McPhee
- Andreas Meklau
- Alessandro Melone
- Fabio Menghi
- Ivan Mengozzi
- Roberto Mercandelli
- Massimo Meregalli
- Stéphane Mertens
- Jed Metcher
- Thomas Metro
- Cristiano Migliorati
- Andrea Migno
- Tomas Miksovsky
- Nikola Milovanovic
- Soichiro Minamimoto
- Steve Mizera
- Gergő Molnár
- Francesco Monaco
- Luigi Montella
- Yari Montella
- Eduardo Montero
- Jim Moodie
- Arushen Moodley
- Sheridan Morais
- Luigi Morciano
- Guillermo Moreno
- Christopher Moretti
- José Morillas
- Jamie Morley
- Nicola Morrentino jr.
- Marc Moser
- Luke Mossey
- Jirka Mrkývka
- Karl Muggeridge - Wereldkampioen 2004
- Robin Mulhauser
- Thierry Mulot
- Robert Mureșan
- Alex Murley
- David Muscat
- Gérald Muteau
- Marco Muzio
- Illia Mykhalchyk

## N
- Kengo Nagao
- Mashel Al Naimi
- Ratchada Nakcharoensri
- Gianluca Nannelli
- Xavier Navand
- Jorge Navarro
- Steven Neate
- Stefan Nebel
- Luka Nedog
- Alexy Negrier
- Andrew Nelson
- Balázs Németh
- Max Neukirchner
- Heiko Nickel
- Marcel van Nieuwenhuizen
- Tripp Nobles
- Alessandro Nocco
- Adam Norrodin
- Ibrahim Norrodin
- Warwick Nowland
- Kenny Noyes
- Noriyasu Numata
- Pedro Nuno

## O
- Steven Odendaal
- Tyler Odom
- Jürgen Oelschläger
- Jason O'Halloran
- Yuki Okamoto
- Yuta Okaya
- Hikari Okubo
- Can Öncü
- Javier Orellana
- Unai Orradre
- Braeden Ortt
- Luca Ottaviani
- Philipp Öttl
- Pavel Ouda
- Sam Owens

## P
- Mile Pajic
- Andy Pallot
- Christian Palomares
- Alessio Palumbo
- Roberto Pandilla
- Roberto Panichi
- Michaël Paquay
- Melissa Paris
- Broc Parkes
- Brian Parriott
- Adrian Pasek
- Luca Pasini
- Matteo Patacca
- Khairul Idham Pawi
- Luca Pedersoli
- Larry Pegram
- Pauli Pekkanen
- Yaniv Peleg
- Sami Penna
- Rico Penzkofer
- José Luis Pérez González
- Chris Peris
- Corentin Perolari
- Felix Peron
- Fabrizio Perotti
- David Perret
- Lukáš Pešek
- Jacques Peskens
- Matías Petratti
- Ralf Petrovskis
- Alex Phillis
- Rob Phillis
- Oleg Pianykh
- Luca Pini
- Xavier Pinsach
- Mitchell Pirotta
- Fabrizio Pirovano - Wereldkampioen 1998
- Michele Pirro
- Konstantin Pisarev
- Andrew Pitt - Wereldkampioen 2001, 2008
- Alessandro Pizzagalli
- Davide Pizzoli
- Šarūnas Pladas
- Steve Plater
- Katja Poensgen
- Chalermpol Polamai
- Peter Polesso
- Alessandro Polita
- Alessia Polita
- Yves Polzer
- Miquel Pons
- Armando Pontone
- Miroslav Popov
- Twan van Poppel
- Robert Portman
- Christian Pospichal
- Guillaume Pot
- Luke Power
- Oleg Pozdneev
- Doni Tata Pradita
- Miguel Praia
- Galang Hendra Pratama
- Maurizio Prattichizzo
- Peter Preussler
- Jason Pridmore
- Juri Proietto
- Emanuele Pusceddu

## Q
- Ronan Quarmby
- Borja Quero
- Luke Quigley

## R
- Marcos Ramírez
- Dave Rathbone
- Mattia Rato
- Gino Rea
- Jonathan Rea
- Andy Reid
- Pere Riba
- Goncalo Ribeiro
- Glen Richards
- Rigo Richter
- Henk Riezebos
- Michael Ruben Rinaldi
- Francisco Riquelme
- Marco Risitano
- Jamie Robinson
- Massimo Roccoli
- Guim Roda
- Ángel Rodríguez
- Javier Rodríguez
- Fraser Rogers
- Roberto Rolfo
- David Rouge
- Radomil Rous
- Giuliano Rovelli
- Daniel Rubin
- Jean-Philippe Ruggia
- Sergio Ruggiero
- Gabriele Ruiu
- Alejandro Ruiz
- Yeray Ruiz
- Emanuele Russo
- Nello Russo
- Riccardo Russo
- Kyle Ryde

## S
- Denis Sacchetti
- Baris Sahin
- Horst Saiger
- Yaron Salinger
- David Salom
- Luca Salvadori
- Israel Sánchez
- Mauro Sanchini
- David Sanchis
- Simone Sanna
- Anupab Sarmoon
- Gianluigi Scalvini
- Ruggero Scambia
- Giuseppe Scarcella
- Sebastien Scarnato
- Luca Scassa
- Alex Schacht
- Martín Scheib
- Stefan Scheschowitsch
- Bernard Schick
- Alexander Schlaefke
- Dominic Schmitter
- Eric Schnackenberg
- Peter Schneider
- Mathew Scholtz
- Bryan Schouten
- Marcel Schrötter
- Michael Schulten
- Alessandro Sciarretta
- Gianluca Sconza
- Glenn Scott
- Gilson Scudeler
- Chris Seaton
- Péter Sebestyén
- Lorenzo Segoni
- Azlan Shah
- Jaimie van Sikkelerus
- Hélder Silva
- Iván Silva
- Ian Simpson
- Theodosios Sinioris
- Álex Sirera
- Boštjan Skubic
- Midge Smart
- Scott Smart
- Bradley Smith
- Kyle Smith
- Twan Smits
- Matej Smrž
- Bahattin Sofuoğlu
- Kenan Sofuoğlu - Wereldkampioen 2007, 2010, 2012, 2015, 2016
- Tage Solberg
- Hannes Soomer
- Nicolai Sørensen
- Nicholas Spinelli
- Roman Stamm
- Christian Stange
- Mark Stanley
- Luke Stapleford
- Bryan Staring
- Daniel Stauffer
- Jamie Stauffer
- Ron van Steenbergen
- Harald Steinbauer
- Ralf Stelzer
- Maik Stief
- Johan Stigefelt
- Davide Stirpe
- Clément Stoll
- Glenn van Straalen
- Josep Pedro Subirats
- Saeed Al Sulaiti
- Makoto Suzuki
- Tom Sykes
- Marek Szkopek
- Paweł Szkopek

## T
- Leonardo Taccini
- Vertti Takala
- Shinya Takeishi
- Gábor Talmácsi
- Gergő Talmácsi
- Roberto Tamburini
- Cédric Tangre
- Ryan Taylor
- Ryan Taylor
- Felisberto Teixeira
- Roberto Teneggi
- Nicolás Terol
- Wayne Tessels
- Jörg Teuchert - Wereldkampioen 2000
- Wim Theunissen
- Dean Thomas
- Yoann Tiberio
- Leon Tijssen
- Jenny Tinmouth
- Arturo Tizón
- Kaito Toba
- Casey Tobolewski
- Takashi Toda
- Arne Tode
- Barış Tok
- Álex Toledo
- Hirohaki Tomioka
- TJ Toms
- Tom Toparis
- Alessandro Torcolacci
- Jordi Torres
- Herri Torrontegui
- Walter Tortoroglio
- James Toseland
- Imre Tóth
- Terence Toti
- Harry Truelove
- Takeshi Tsujimura
- Maurizio Tumminello
- Tom Tunstall
- Jeroen Turkstra
- Chad Turnbull
- John Tuuli
- Niki Tuuli

## U
- Jurjen Uitterdijk
- Eduard Ullastres
- Robert Ulm

## V
- Vasco van der Valk
- Daniel Valle
- Giovanni Valtulini
- Stefano Valtulini
- Didier Van Keymeulen
- David Vázquez
- Enzo de la Vega
- Joan Veijer
- Alessio Velini
- Barry Veneman
- Loris Veneman
- Andy Verdoïa
- Chris Vermeulen - Wereldkampioen 2003
- Kyro Verstraeten
- Ryan Vickers
- Iuri Vigilucci
- Isaac Viñales
- Arnaud Vincent
- Arno Visscher
- Alberto Vitellaro
- Aleix Viu
- Gianluca Vizziello
- Sergey Vlasov
- Harrison Voight
- Melvin van der Voort
- Arie Vos
- Stuart Voskamp
- Patrik Vostárek
- Ondřej Vostatek
- Jeffry de Vries
- Martin Vugrinec

## W
- Aiden Wagner
- Kevin Wahr
- Chris Walker
- Marcin Walkowiak
- Thitipong Warokorn
- Kazuki Watanabe
- Brodie Waters
- Danny Webb
- Anthony West
- James Westmoreland
- Howard Whitby
- James Whitham
- Stuart Wickens
- Wiljan van Wikselaar
- Ratthapark Wilairot
- Ratthapong Wilairot
- Mark Willis
- Ben Wilson
- Kris Wilson
- Nicky Wimbauer
- René Winkel
- Michael Wohner
- Apiwat Wongthananon
- Russell Wood

## X
- Rubén Xaus

## Y
- Tatsuya Yamaguchi
- Chip Yates
- Paul Young
- Valery Yurchenko

## Z
- Alessandro Zaccone
- Zaqhwan Zaidi
- Christian Zaiser
- Lorenzo Zanetti
- Andrea Zappa
- Wilco Zeelenberg
- Sebastiano Zerbo
- Alessandro Zetti
- Sahar Zvik
- Christian Zwedorn